# Romain Banquet
Romain Banquet OSB (* 5. Dezember 1840 in Dourgne; † 25. Februar 1929 ebenda) war ein französischer Benediktiner, Abt und Klostergründer.

## Leben und Werk

### Mönch in Pierre-Qui-Vire und Saint-Pierre-des-Canons
Louis Banquet studierte Theologie am Priesterseminar von Albi. 1864 trat er in die Benediktinerabtei Pierre-Qui-Vire ein und nahm den Ordensnamen Romain (nach Romanus von Rom) an. 1867 wurde er zum Priester geweiht. Seiner besonderen Fähigkeit zur geistlichen Leitung wegen wurde er 1875 zum Novizenmeister ernannt. Dabei war sein Losungswort: Verinnerlichung: „vie intérieure“, „sein Herz mit Christus anfüllen“. Ab 1877 leitete Banquet den Versuch einer Tochtergründung im ehemaligen Kloster Saint-Pierre-des-Canons in Aurons bei Salon-de-Provence. 1880 von der Dritten Republik vertrieben, 1883 zurückgekehrt, scheiterte das Vorhaben endgültig 1888.

### Geistliche Partnerschaft zu Marie Cronier und Gründung von En-Calcat
Ab 1874 war Banquet Gewissensbeistand der siebzehnjährigen Marie Cronier, die neun Jahre später in einem mystischen Erlebnis die Eingebung zu einer Klostergründung hatte. In Partnerschaft mit Banquet kam es (nach dessen Scheitern in Saint-Pierre-des-Canaons) 1890 zur Gründung eines benediktinischen Doppelklosters in Banquets Heimatort Dourgne im Département Tarn. Banquet stand dort dem Männerkloster Saint-Benoît im Ortsteil En Calcat vor und wurde 1896 dessen Abt.

### Exil, Krieg, Rückkehr und Tod
Im Unterschied zum Frauenkloster Sainte-Scholastique unter Marie Cronier wurde das Männerkloster En-Calcat 1903 von der religionsfeindlichen Dritten Republik aufgehoben. Der Konvent wich nach Spanien aus (zuerst nach Ribes de Freser, dann nach Besalú). Nach dem Ersten Weltkrieg, in dem 33 Mönche zum Kriegseinsatz herangezogen wurden und zehn von ihnen fielen, konnte En-Calcat fortschreitend wiederbesiedelt werden. 1923 trat Abt Banquet aus Altersgründen von seinem Amt zurück. Er starb sechs Jahre später hochbetagt. In Dourgne trägt eine Straße seinen Namen.

## Werke (postum)
- Conseils de perfection pour une personne du monde. En-Calcat 1935.
- Entretiens sur la vie intérieure. En-Calcat 1945.
- Retraite monastique. Le Barroux 1986.
- (mit Marie Cronier) «Selon ta parole». Le Mémorial des fondateurs. Mémorial des origines de l’Œuvre de Dourgne. Textes autobiographiques, 1840–1896, hrsg. von Bernard Billet. SODEC, Dourgne 1988.